# Peponidium ovato-oblongum
Peponidium ovato-oblongum är en måreväxtart som först beskrevs av Karl Moritz Schumann, och fick sitt nu gällande namn av Arnaud Mouly. Peponidium ovato-oblongum ingår i släktet Peponidium och familjen måreväxter.
Artens utbredningsområde är Mayotte. Inga underarter finns listade i Catalogue of Life.